# Théologie de la substitution
 (mars 2021).

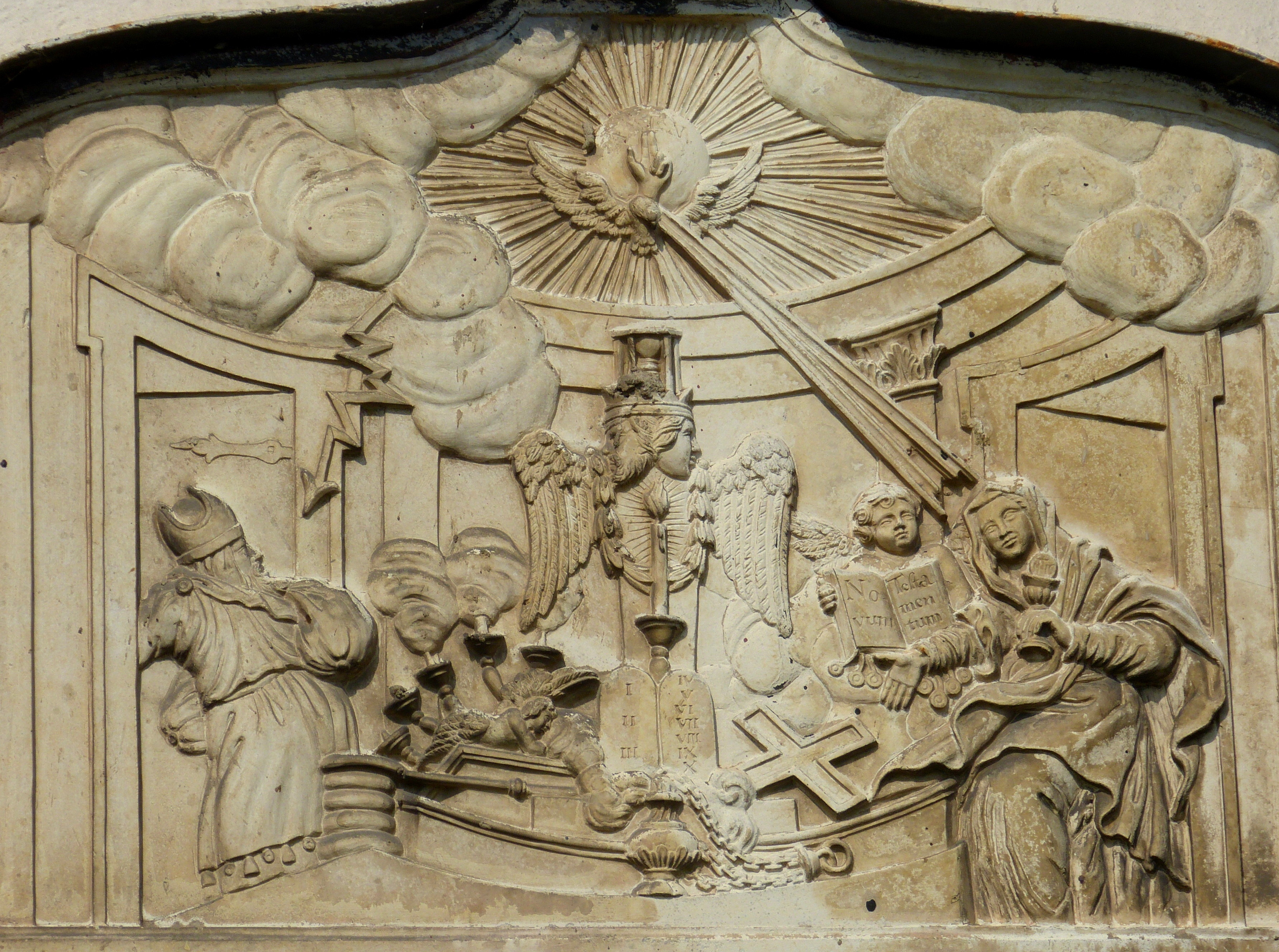
Allégorie de la substitution : Dieu foudroie le judaïsme et réserve sa lumière au christianisme. Bas-relief de l'église Saint-Jacques (1839), Gottsdorf, Basse-Bavière.

La théologie de la substitution ou théologie du remplacement, ou encore supersessionisme,  est une doctrine chrétienne selon laquelle le christianisme se serait substitué au judaïsme dans le dessein de Dieu. Dans cette optique, le peuple d'Israël autrefois choisi par Dieu a cessé d'être le peuple élu et il est maudit parce qu'il a rejeté et tué le Sauveur, Jésus-Christ. Les dons et les promesses de Dieu à l'« ancien Israël » sont transférés à l'Église, qui devient le « nouvel Israël », le « nouveau peuple de Dieu ». Il s'ensuit que le judaïsme n'a plus qu'une valeur toute relative, en fonction du christianisme, dont il n'est que l'imparfaite préfiguration et le témoin dépassé. 
Le théologien Jean-Miguel Garrigues souligne que cette « doctrine de la substitution » est la cause de siècles de persécutions que l’Église a infligées ou fait subir au peuple juif en l'accusant de déicide
Cette thèse est présente dans plusieurs passages du Nouveau Testament, selon des modalités sujettes à diverses interprétations, comme chez les Pères de l'Église, notamment Augustin. Elle a déterminé pendant près de vingt siècles les relations entre judaïsme et christianisme.
Cette approche s'oppose à la théologie des deux alliances, qui affirme que l'Alliance de Dieu avec Israël n'a jamais été rompue.

## Vetus Israel, Verus Israel
Plusieurs textes du Nouveau Testament, adressés aux chrétiens des deux premières générations, présentent la communauté des disciples de Jésus de Nazareth comme un Israël spirituel. Tel est le cas, en particulier, des Épîtres de Paul. Le corpus johannique, rédigé une cinquantaine d'années plus tard, contient des affirmations catégoriques à ce sujet.
Plus tard, l’Église primitive se singularise encore face aux juifs, elle fonde son hostilité sur l’idée que Dieu a envoyé le Messie à Israël qui ne l’a pas reconnu, et l’a mis à mort. La « doctrine de la substitution » née vers les IIe – IIIe siècles, ancre l'hostilité envers le peuple déicide, rejeté par Dieu et condamné (les romains dispersent les pharisiens et détruisent le temple de Jérusalem). L’Église est maintenant seule élue de Dieu, les juifs sont bannis.
Parallèlement, le marcionisme est apparu vers 140 sous l'influence de Marcion, il allait encore plus loin en demandant que l’Église rejette l’Ancien Testament car, selon lui, le Dieu de la Loi révélé dans la Bible hébraïque était absolument différent du Dieu de miséricorde de l’Évangile. Marcion fut excommunié à Rome, et le marcionisme condamné comme hérésie en 144.
En tout état de cause, c'est à la même époque, aux alentours de l'année 150, que le christianisme naissant affirme être le « véritable Israël » (Verus Israel) qui remplace (se substitue à) l'« ancien Israël » (Vetus Israel) dorénavant banni et déchu selon cette théologie qui devient doctrine.

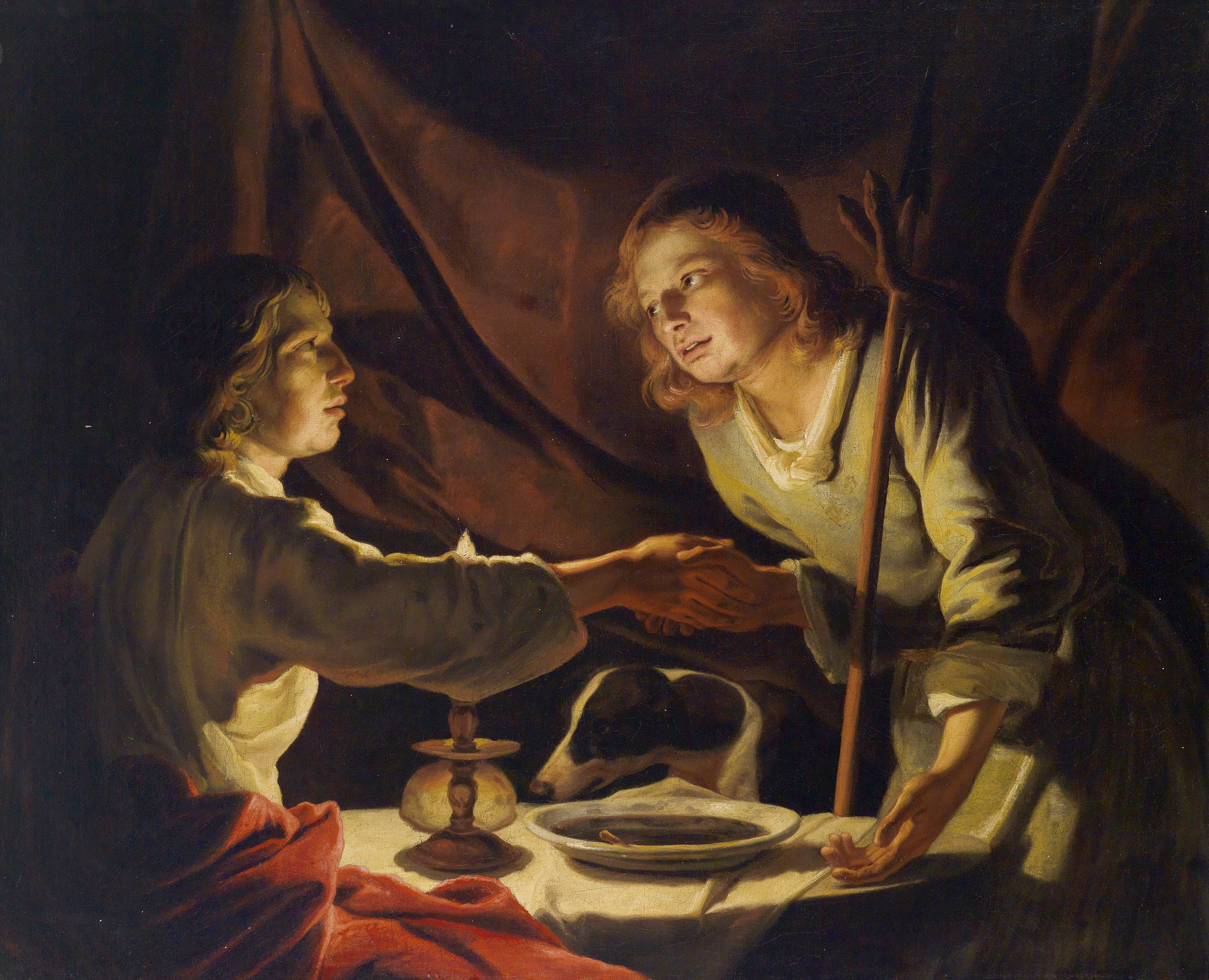
Entourage de Matthias Stom, Ésaü vendant son droit d'aînesse à Jacob. Ce thème pictural, fréquent dans l'iconographie chrétienne, illustre la théologie de la substitution.

La théologie de la substitution prend une place considérable dans l'enseignement patristique : estimant que le peuple d’Israël ne s’est pas converti, puisqu'il n’a pas reconnu le Messie, les Pères de l'Église affirment que son rôle est terminé, et que les chrétiens doivent le remplacer.
Cette doctrine est développée par plusieurs auteurs.
Dans son Adversus Judaeos, Tertullien (v. 150-230) emploie métaphoriquement Gn 25:23, et fait de l'aîné des jumeaux Ésaü l'incarnation des juifs et du cadet Jacob celle les chrétiens, le « moindre » (Jacob) devant supplanter son aîné. Il semble que Tertullien adopte la même démarche typologique que Paul relativement à Agar et Sarah en Ga 4:21-31,.
Jean Chrysostome (349-407), patriarche de Constantinople, écrit à son tour un Adversus Judaeos.
Augustin d'Hippone (354-430), tout en affirmant la doctrine du « peuple déicide », définit dans La Cité de Dieu son rôle de « peuple témoin » dont l'utilité est de préfigurer, et de favoriser a contrario, le triomphe du Christ :

« Quant aux Juifs qui mirent [le Christ] à mort et ne voulurent pas croire en lui – parce qu’il lui fallait mourir et ressusciter –, lamentablement ruinés par les Romains, complètement déracinés du sol de leur royaume où ils étaient déjà dominés par des étrangers, dispersés par toute la terre [...], ils témoignent par leurs Écritures que nous n’avons pas inventé les prophéties relatives au Christ. [...] Dieu a donc montré à l’Église à propos de ses ennemis les Juifs la grâce de sa miséricorde, parce que, selon la parole de l’Apôtre, «leur faux pas a procuré le salut aux gentils » (Rm 11,11). »

## Église catholique
L'Église catholique, longtemps favorable à la théologie de la substitution, n'a changé de doctrine que dans la seconde moitié du XXe siècle.

### Avant Vatican II
Dans le catholicisme, la paternité de la théologie de la substitution est généralement attribuée à Paul de Tarse, sur la base de l'interprétation de l'épître aux Galates 3:15-16 et 6:15-16. Cette doctrine est constamment réaffirmée au cours des siècles, notamment au concile de Florence (XVe siècle), jusqu'à l'encyclique Mystici Corporis Christi de Pie XII, qui indique en 1943 :

« La mort du Rédempteur a fait succéder le Nouveau Testament à l'Ancienne Loi abolie ; [...] sur le gibet de sa mort il annula la loi avec ses prescriptions [...], établissant une Nouvelle Alliance dans son sang répandu pour tout le genre humain. [...] La Loi Ancienne est morte ; bientôt elle sera ensevelie et elle deviendra cause de mort, pour céder la place au Nouveau Testament. »

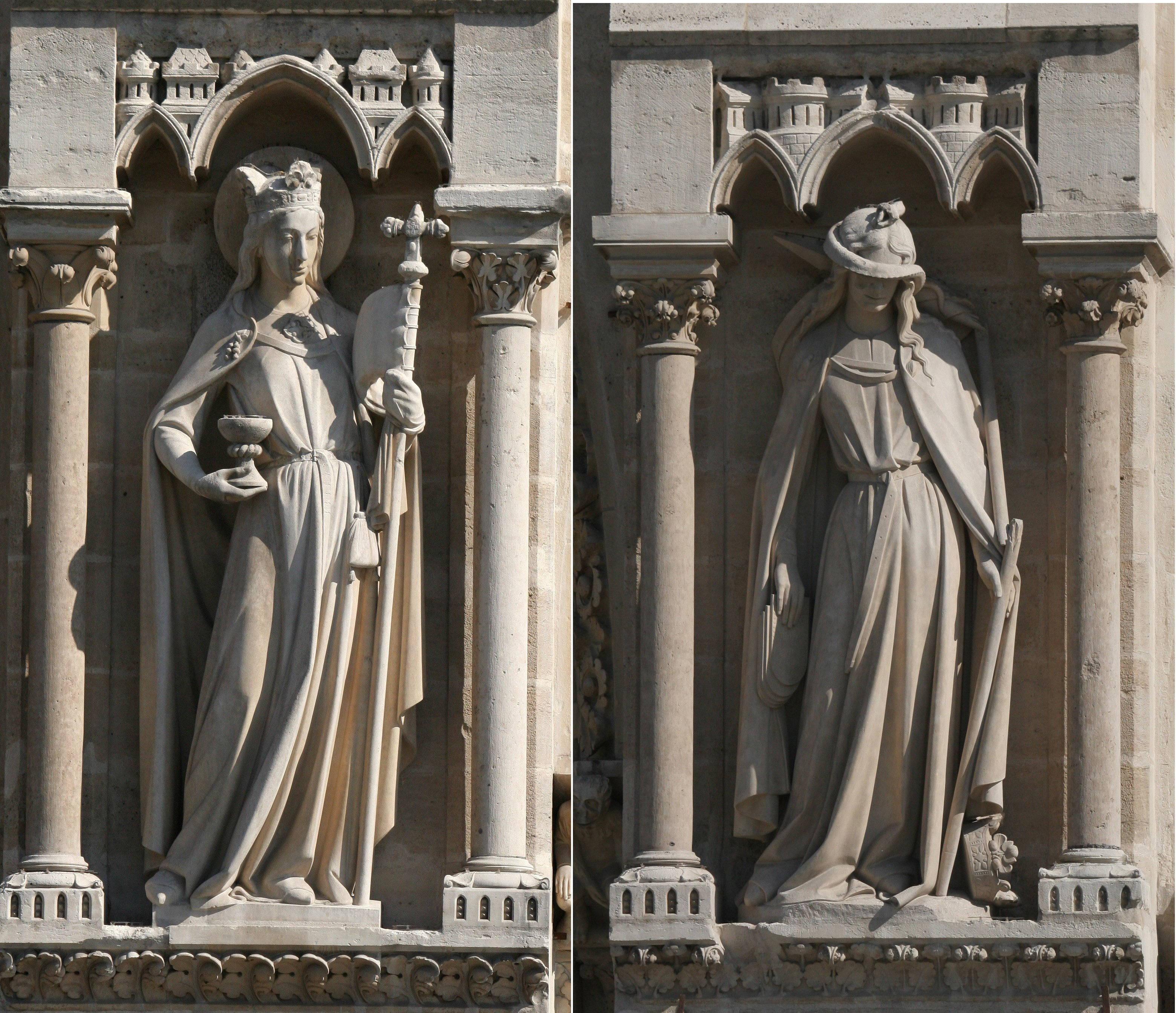
Ecclesia et Synagoga encadrent le portail du Jugement dernier de la cathédrale Notre-Dame de Paris. À gauche, Ecclesia possède les attributs de la royauté ; à droite, Synagoga, les yeux bandés, le sceptre brisé, ne porte plus de couronne.

Cependant, plusieurs réalités historiques viennent contredire l'idée d'un Israël déchu et voué à la disparition, surtout à partir de l’émancipation des Juifs dans les pays de culture chrétienne, depuis la fin du XVIIIe siècle. En accordant la citoyenneté et l'égalité aux Juifs, les nations européennes démentent l'idée d'un peuple condamné et dégénéré, d'autant plus que les Juifs prospèrent de manière extraordinaire au cours de cette période, excellant dans les sciences, les arts et l'industrie.
D'autre part, la poursuite de la tradition exégétique juive, transmise dans les yeshivot et les maisons d'étude, aurait dû s'interrompre si la substitution avait pleinement réussi. Or force est de constater qu'au moins pour les Juifs, l'« ancienne Loi » n'a jamais été abolie et donne lieu à une littérature extrêmement abondante,.
Enfin, la seconde moitié du XXe siècle voit l'ensemble des confessions chrétiennes réagir aux événements : à la découverte des conséquences tragiques du discours antijuif, lors du génocide perpétré par un peuple de culture chrétienne au cours de la Shoah, s'ajoute le retour d'une partie importante du peuple juif sur la Terre d'Israël, avec la création de l'État d'Israël en 1948 et la renaissance de la Terre sainte sous le gouvernement des Juifs.

### Le concile Vatican II
Dans la première moitié des années 1960, le concile Vatican II rappelle le dogme du Verus Israel, et donc de la substitution mais en expliquant que le concept de peuple déicide n'est pas valable, point déjà affirmé lors du concile de Trente. Cependant, Vatican II redéfinit, non pas le dogme, mais les relations avec les Juifs en invitant à appliquer une nouvelle pastorale, animée d'intentions pacifiques. Ainsi, la section 4 de la déclaration Nostra Ætate rappelle la filiation de l'Église chrétienne avec le judaïsme tel qu'il était au temps de Jésus : 

« Le Christ, notre paix, a réconcilié les Juifs et les Gentils par sa croix et en lui-même des deux a fait un seul (Eph 2:14-16). [...] Encore que des autorités juives, avec leurs partisans, aient poussé à la mort du Christ, ce qui a été commis durant sa passion ne peut être imputé ni indistinctement à tous les Juifs vivant alors, ni aux Juifs de notre temps. S'il est vrai que l'Église est le Nouveau Peuple de Dieu, les Juifs ne doivent pas, pour autant, être présentés comme réprouvés par Dieu ni maudits, comme si cela découlait de la Sainte Écriture. [...] En outre, l'Église qui réprouve toutes les persécutions contre tous les hommes, quels qu'ils soient, ne pouvant oublier le patrimoine qu'elle a en commun avec les Juifs, et poussée, non pas par des motifs politiques, mais par la charité religieuse de l'Évangile, déplore les haines, les persécutions et toutes les manifestations d'antisémitisme, qui, quels que soient leur époque et leurs auteurs, ont été dirigées contre les Juifs. »

Toutefois, d'après certains commentateurs, l'expression « Nouveau Peuple de Dieu », exprimerait l'intériorisation qu'aurait faite l'Église de la théologie de la substitution, ou, pour d'autres pourrait à l'inverse permettre des approches théologiques non exclusives.
La constitution dogmatique Lumen Gentium (1964) utilise l'expression « nouvel Israël » : « L'Israël selon la chair, cheminant dans la solitude, prend déjà le nom d'Église de Dieu (II Esdr. 13, 1; cf. Nombr. 20, 4 ; Deut. 23, 1 et suiv.) ; de même le nouvel Israël, celui de l'ère présente en quête de la cité future et qui ne finit pas (cf. Hébr. 13, 14), s'appelle également l'Église du Christ (cf. Mt. 16, 18). » De même, la note première du décret conciliaire Optatam Totius (1965) reprend la notion de « nouveau peuple élu » (novi populi electi dans sa version latine). Le chapitre 5 du décret Ad Gentes (1965) insiste également sur le « nouvel Israël » : « Les Apôtres furent ainsi les germes du Nouvel Israël et en même temps l’origine de la hiérarchie sacrée. »
Après le concile, la doctrine du « Nouvel Israël » reste donc inchangée.

### La récusation de la théologie de la substitution
À la source, l'évangile selon Matthieu (5:17), rapportant une parole du Christ, présente les Juifs comme garants de la Loi, et les chrétiens comme chargés d'accomplir la Loi : « Ne croyez pas que je sois venu pour abolir la loi ou les prophètes ; je suis venu non pour abolir, mais pour accomplir. »
En ce sens, l'allocution adressée par le pape Jean-Paul II aux dirigeants des communautés juives d'Allemagne (Mayence, 17 novembre 1980) évoque le « peuple de Dieu de l'Ancienne Alliance, qui n'a jamais été révoquée par Dieu ».
Francis Deniau, évêque de Nevers, et président du Comité épiscopal pour les relations avec le judaïsme, a déclaré en 2004 :

« Paul, dans l'épître aux Galates 6, 15-16 , après avoir affirmé : "la circoncision n'est rien, ni l'incirconcision ; il s'agit d'être une créature nouvelle" ajoute : "à tous ceux qui suivront cette règle, paix et miséricorde, ainsi qu'à l'Israël de Dieu". On a souvent opposé cette expression à 1 Corinthiens 10, 18  qui parle de l'Israël selon la chair , en l'interprétant comme le peuple juif, alors que les chrétiens seraient l'Israël de Dieu , le véritable Israël. (...) Aujourd'hui, l'Église a répudié toute « théologie de la substitution » et reconnaît l'élection actuelle du peuple juif, « le peuple de Dieu de l'Ancienne Alliance qui n'a jamais été révoquée » selon l'expression du pape Jean-Paul II devant la communauté juive de Mayence le 17 novembre 1980. »

Le rejet de la théologie de la substitution est loin de rapprocher l'Église d'un syncrétisme. La foi catholique trouve sa forme classique dans le « Credo » qui intervient après l'homélie. 
Sa deuxième phrase (« Je crois en un seul Seigneur, Jésus-Christ, le Fils unique de Dieu, né du Père avant tous les siècles ») affirme la spécificité du christianisme.

## Églises protestantes
De nombreuses Églises se réclamant du protestantisme ont également fait progressivement le choix de s'éloigner de la théorie de la substitution à partir du XIXe siècle, jugée comme trop exclusive ou insuffisamment nuancée.
Des théories de remplacement ont donc commencé à être avancées, telles que :
- les théologies de l'Alliance ;
- le restaurationisme, qui peut lui-même avoir différentes variantes.

## Églises pentecôtistes
Les églises pentecôtistes adhèrent plutôt à la Théologie de la substitution mais avec une approche légèrement différente et philosémite, voire sioniste pour certaines.